# Карвув (Свентокшиське воєводство)
Карвув (пол. Karwów) — село в Польщі, у гміні Опатув Опатовського повіту Свентокшиського воєводства.
Населення — 137 осіб (2011).
У 1975-1998 роках село належало до Тарнобжезького воєводства.

## Демографія
Демографічна структура на день 31 березня 2011 року:
|          | Загалом | Допрацездатний вік | Працездатний вік | Постпрацездатний вік |
| -------- | ------- | ------------------ | ---------------- | -------------------- |
| Чоловіки | 65      | 8                  | 43               | 14                   |
| Жінки    | 72      | 10                 | 34               | 28                   |
| Разом    | 137     | 18                 | 77               | 42                   |